# 99式155公厘自走榴彈砲
99式自走155mm榴彈砲（日語：99式自走155mmりゅう弾砲）是75式自走155mm榴彈砲後繼型，日本陸上自衛隊使用的自走榴彈砲。簡稱99HSP。

## 發展沿革
1985年75式自走155mm榴彈砲後繼型研發開始。當初目標是沿用75式的155mm榴彈砲的進彈機構、但是有換裝39倍徑以上炮管、新型火控系統等要求。使用89式裝甲戰鬥車車體作為平台，車體三菱重工業生產、主砲和砲塔日本製鋼所開發生產。
為了容納日本製鋼所設計的大型箱型砲塔，因此將89式裝甲戰鬥車車體延長並增設一對路輪。主砲口徑和75式相同採用155mm，但是砲身長度從30倍徑加長到52倍徑，比最大射程約30km的75式加多了1.5倍以上長射程；還使用長程砲彈使最大射程到達約40km以上。最大每分鐘6發以上的發射速度。
另外和75式自走155mm榴彈砲裝彈方式有所不同。本砲後面可以跟著專用開發的99式彈藥車，上面有全自動彈藥補給系統。可以有效維持持續射速。
由於追求與國際裝備同級性能，加上法令限制無法外銷，因此99式與其他日本武器一樣有著高昂造價的問題，一輛成本約9億6千萬日幣（美金1030萬）。在預算限制下一年生產數量僅有個位數字，到平成25年末已經生105輛。目前配備在第7師團第7特科連隊與第二師團第二特科聯隊的第1、第2大隊，預定於2011年完全取代北部方面隊的75式自走炮。
| 予算年度             | 數量 | 予算年度             | 數量 | 予算年度             | 數量  |
| -------------------- | ---- | -------------------- | ---- | -------------------- | ----- |
| 平成11年度（1999年） | 4両  | 平成18年度（2006年） | 7両  | 平成25年度（2013年） | 6両   |
| 平成12年度（2000年） | 7両  | 平成19年度（2007年） | 8両  | 平成26年度（2014年） | 6両   |
| 平成13年度（2001年） | 6両  | 平成20年度（2008年） | 8両  | 平成27年度（2015年） | 6両   |
| 平成14年度（2002年） | 7両  | 平成21年度（2009年） | 8両  | 平成28年度（2016年） | 6両   |
| 平成15年度（2003年） | 8両  | 平成22年度（2010年） | 9両  | 平成29年度（2017年） | 6両   |
| 平成16年度（2004年） | 8両  | 平成23年度（2011年） | 6両  | 平成30年度（2018年） | 7両   |
| 平成17年度（2005年） | 7両  | 平成24年度（2012年） | 6両  | 合計                 | 136両 |